# 여호항
여호항(呂湖港, Yeoho Fishing Port)은 전라남도 고흥군 점암면 여호리에 있는 국가어항이다. 1999년 1월 1일 국가어항으로 지정되었으며, 개발청은 해양수산부 (서해어업관리단), 관리청은 고흥군이다.

## 입지 여건
여자만에 위치하여 인근 어선들이 기상 악화시 대피항으로 이용할 수 있는 기능을 갖추고 있는 여호항 개발 완료 정온수면적은 140,000m², 접안능력은 약 284척(10톤 기준)이다.

## 어항 연혁
- 고흥군은 1285년 고흥현으로 칭하게 된 후 1441년 세종대왕때 장흥부의 두원현과 도양현을 설치하면서 보성군 남양현을 편입하여 장흥현으로 개칭했으며, 1914년 고흥군으로 부르게 되었다.
- 여호리는 지형이 성씨 '여(呂)'자를 닮은 데다가 풍수지리상 호수 위에 뜬 연꽃. 즉 '연화부수형(蓮花浮水形)'의 마을이라고 해서 그런 이름이 붙여졌다.
- 여자만에 위치한 여호항은 인근 어선들이 기상 악화시 대피항으로 이용할 수 있는 기능을 갖추고 있는 항으로 2000년 기본설계를 하면서 환경영향평가 용역을 실시했다.[2]
- 2001년 실시설계를 거쳐 2002년 착공하여 6년간 총사업비 233억원을 투자하여 북방파제와 남방파제, 물양장, 호안, 진입도로 등 어항기반 시설 사업을 완료하고 2008년 2월 14일 준공되었다.[3]

## 어항구역
본 항의 어항구역은 다음과 같다.
- 수역: 여호동 끝과 호도 서단 및 개미골 끝을 연결하는 선을 따라 형성된 공유수면[4]
- 육역: 전라남도 고흥군 점암면 여호리 108-4 외 2필지(상세내역은 생략)[5]

## 어항 시설
여호항 입구 바다에 2005년 설치된 북방파제는 항 내의 수질개선과 공사비 절감의 효과가 있는 커튼월 공법이 국내 최초로 적용된 방파제이다.

## 주요 어종
여호항은 낙지, 전어, 주꾸미, 돌게, 병어, 감성돔 등이 많이 나는 호젓하고도 아름다운 어항이다.

## 특색
- 여호항에는 감성돔이 산란을 위해 순천만 해역에 당도하는 5월경부터 낚시가 시작된다. 달마다 잡히는 어종에는 조금씩 차이가 있지만 주로 감성돔, 농어, 숭어가 많이 잡힌다. 8개의 봉우리가 우뚝 솟은 팔영산, 기이한 형상이 남아 있는 용바위, 청정해역을 자랑하는 남열해수욕장 등이 근처에 있어 자연의 아름다움을 새삼 느낄 수 있다.[6]